# 敬懿皇太子妃
敬懿皇太子妃常氏（14世纪—1378年），開平王常遇春长女，懿文太子朱标元妻，建文帝改谥“孝康皇后”。

## 生平
洪武四年（1371年）四月，明太祖朱元璋为长子、太子朱标选择常氏为皇太子妃。选择常氏，实是因为她的父亲常遇春之故。夏四月戊申日，以皇太子和常氏将举行婚礼，先期告四庙。戊申日，正式成婚，册封常氏为皇太子妃。册文如下：
昔君天下者必重后嗣,为烝民主.皆选勋德之家.贞良女子以媲之.朕子标年已长.以尔常氏实朕功臣开平忠武王长女相结为亲.今吉日在期.所宜先正其名.特以册宝.命尔为皇太子妃.尚其思尔父勋.敬慎内仪.相以正道.用永于家邦.
洪武七年（1374年），常氏生长子朱雄英，亦是朱标长子。洪武十一年（1378年）十一月戊寅日，常氏生次子朱允熥，为朱标第三子:144。她是否生育女儿不详。
她在生下朱允熥十日之后的，洪武十一年（1378年）十一月庚寅日逝世。《彤史拾遗记》称“有疾薨”。有研究者推测她的死因，可能与此次分娩有关:144。明太祖朱元璋为常氏的逝世辍朝三日。《明史》、《明史稿》记追赠諡號曰敬懿皇太子妃，《国榷》、《皇明詠化類編》、《弇山堂别集》、《明書》、《彤史拾遗记》等记为懿敬皇太子妃。当代研究者对两个谥号孰对孰错，无定论。或指《明史》等记谥号为“敬懿”，是为符合“妃随夫谥”的常规:144—145。
建文元年（1399年），朱允炆追尊嫡母常氏為孝康皇后。永乐元年（1403年），明成祖朱棣恢复明太祖为常氏所定谥号敬懿皇太子妃。南明弘光帝恢复建文帝为常氏所定谥号孝康皇后。

## 影視形象
- 台灣電視連續劇《神機妙算劉伯溫》陳柏諭飾演孝康皇后（常玉詩）
- 中國電視古裝大劇《山河月明》劉曉潔飾演皇太子妃 常氏